# Oradors àtics

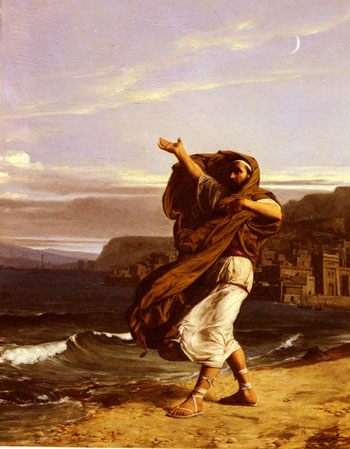
Demòstenes practicant la seva oratòria, pintura de Jean Lecomte du Nouÿ (1842-1923).

Els deu oradors àtics són els deu oradors i logògrafs considerats com els més grans de l'era clàssica (segles V-IV aC). La llista varia en funció dels autors, però majoritàriament coincideix en els noms donats per Aristòfanes de Bizanci i Aristarc de Samotràcia.
- Antifont
- Andòcides
- Lísies
- Isòcrates
- Iseu
- Èsquines
- Licurg
- Demòstenes
- Hipèrides
- Deinarc

En temps d'Homer (segles IX - VIII aC), l'art de la oratòria era considerat molt important a Grècia. A la Ilíada, l'heroi Aquil·les era descrit com un bon orador.
Fins al segle V aC no es va definir formalment l'art de l'oratòria quan l'orador sicilià Còrax va iniciar un estudi formal de la retòrica juntament amb el seu deixeble Tísies. L'any 427 aC, un altre sicilià, Gòrgies de Leontins va anar a Atenes on amb el seus discursos va deixar aparentment admirats als atenencs.
L'obra dels deu oradors va inspirar el moviment retòric posterior de l'aticisme, amb un estil menys ornamentat que l'anterior.